# Gandri (Penengahan)
Gandri is een bestuurslaag in het regentschap Lampung Selatan van de provincie Lampung, Indonesië. Gandri telt 991 inwoners (volkstelling 2010).